# غليندا آدامز
غليندا آدامز (بالإنجليزية: Glenda Adams)‏ (30 ديسمبر 1939 في أستراليا - 11 يوليو 2007، سيدني في أستراليا)؛ أستاذة جامعية، كاتِبة وروائية أسترالية.

## روابط خارجية
- غليندا آدامز على موقع IMDb (الإنجليزية)